# Batalla de Catania
La batalla de Catania tuvo lugar en el verano de 397 a. C. La flota griega bajo Leptines, hermano de Dionisio I de Siracusa, enfrentó a la flota cartaginesa bajo Magón, cerca de la ciudad de Catania en Sicilia. Mientras que el ejército griego bajo Dionisio estuvo presente cerca de la ciudad de Catania durante la batalla, el ejército cartaginés bajo Himilcón se encontraba en el interior de Sicilia, dando un rodeo por el monte Etna en erupción. La flota cartaginesa aplastó a la flota griega en la batalla, lo que finalmente llevó al asedio de Siracusa por los cartagineses más tarde en 397 a. C.